# Język jedek
Język jedek – język austroazjatycki używany w stanie Kelantan w Malezji, po raz pierwszy odnotowany w 2017 roku. Należy do grupy języków aslijskich. Posługuje się nim 280 osób blisko obszaru funkcjonowania języka jehai (jahai).